# Finella natalensis
Finella natalensis is een slakkensoort uit de familie van de Scaliolidae. De wetenschappelijke naam van de soort is voor het eerst geldig gepubliceerd in 1899 door E. A. Smith.